# Suguru Ōsako
Suguru Ōsako (jap. 大迫傑 Ōsako Suguru; ur. 23 maja 1991 w Machidzie, stołeczna prefektura Tokio) – japoński lekkoatleta, specjalizujący się w biegach długich.
W biegu na 10 000 metrów był ósmy na mistrzostwach świata juniorów (2010) oraz zdobył złoty medal uniwersjady (2011). Srebrny medalista igrzysk azjatyckich w Incheon (2014). Wielokrotny medalista mistrzostw Japonii.

## Osiągnięcia
| Rok  | Impreza                                 | Miejsce        | Konkurencja           | Lokata      | Wynik    |
| ---- | --------------------------------------- | -------------- | --------------------- | ----------- | -------- |
| 2010 | Mistrzostwa świata w biegach na przełaj | Bydgoszcz      | bieg juniorów na 8 km | 32. miejsce | 23:42    |
| 2010 | Mistrzostwa świata juniorów             | Moncton        | bieg na 10 000 m      | 8. miejsce  | 29:40,14 |
| 2011 | Uniwersjada                             | Shenzhen       | bieg na 10 000 m      | 1. miejsce  | 28:42,83 |
| 2013 | Mistrzostwa świata                      | Moskwa         | bieg na 10 000 m      | 21. miejsce | 28:19,50 |
| 2014 | Igrzyska azjatyckie                     | Incheon        | bieg na 10 000 m      | 2. miejsce  | 28:11,94 |
| 2015 | Mistrzostwa świata                      | Pekin          | bieg na 5000 m        | eliminacje  | 13:45,82 |
| 2016 | Igrzyska olimpijskie                    | Rio de Janeiro | bieg na 5000 m        | eliminacje  | 13:31,45 |
| 2016 | Igrzyska olimpijskie                    | Rio de Janeiro | bieg na 10 000 m      | 17. miejsce | 27:51,94 |
| 2018 | Mistrzostwa świata w półmaratonie       | Walencja       | półmaraton            | 24. miejsce | 1:01:56  |
| 2021 | Igrzyska olimpijskie                    | Tokio          | maraton               | 6. miejsce  | 2:10:41  |
| 2024 | Igrzyska olimpijskie                    | Paryż          | maraton               | 13. miejsce | 2:09:25  |

## Rekordy życiowe
- bieg na 3000 metrów – 7:40,09 (7 września 2014, Rieti) rekord Japonii
- bieg na 3000 metrów (hala) – 7:45,62+ (31 stycznia 2015, Nowy Jork) rekord Japonii
- bieg na 5000 metrów – 13:08,40 (18 lipca 2015, Heusden) rekord Japonii
- bieg na 10 000 metrów – 27:36,93 (4 grudnia 2020, Osaka).
- maraton – 2:05:29 (1 marca 2020, Tokio) były rekord Japonii